# Rakowa (struga)
Rakowa – rzeka, prawobrzeżny dopływ Bukowej o długości 21,7 km. Jej źródło w postaci rowu melioracyjnego zlokalizowane jest na południe od Frampola. Uchodzi do Bukowej w miejscowości Ujście.

## Charakterystyka przyrodnicza

### Stan hydromorfologiczny koryta
Koryto Rakowej zostało uregulowane na 37% długości, w górnym i we fragmencie środkowego biegu. W środkowym i dolnym odcinku rzeka ma charakter meandrujący, jej koryto jest naturalne. Jedyną istotną dla migracji organizmów sztuczną barierą w korycie Rakowej jest betonowy jaz o wysokości 1,4 m w miejscowości Szewce, piętrzący wodę dla stawów rybnych w Momotach Dolnych. 

### Bioróżnorodność
W Rakowej stwierdzono występowanie 5 gatunków ryb. Były to: kiełb krótkowąsy, miętus, okoń, szczupak i śliz. Nad środkową Rakową w 2021 roku zostały reintrodukowane żubry. Nadleśnictwo Janów Lubelski planuje, że docelowo stado ma liczyć 30-40 zwierząt.